# National Football League (Verenigde Staten)
De National Football League (NFL) is de grootste, professionele Americanfootballcompetitie van de Verenigde Staten. De competitie bestaat uit 32 teams, verspreid over Amerikaanse steden en regio's.
De NFL bestaat uit twee competities, namelijk de American Football Conference (AFC) en de National Football Conference (NFC). Elke competitie is verder onderverdeeld in vier divisies (Oost, Noord, West en Zuid), die elk vertegenwoordigd worden door vier teams. Gedurende het reguliere seizoen, meestal van september tot december, speelt elk team 17 wedstrijden. Aan het eind van het seizoen spelen de beste zeven teams van elke competitie tegen elkaar, in de vorm van een toernooi, namelijk de play-offs. Per divisie is er één winnaar. De beste drie teams buiten deze vier gaan ook door naar de playoffs op een zogenoemde wild-card. Eerst is er het wild-cardweekend, de nummer één heeft dan geen wedstrijd en is automatisch door. Dan spelen de wild-cardwinnaars tegen elkaar en stroomt de nummer één ook in. De winnaars van deze wedstrijd spelen tegen elkaar voor het kampioenschap van de NFC dan wel AFC.
De winnaar van de AFC speelt vervolgens tegen de winnaar van de NFC in de NFL-kampioenswedstrijd: de Super Bowl. Deze wedstrijd wordt gespeeld op een van tevoren bepaalde locatie, gewoonlijk een stad waar een NFL-team gehuisvest is. De week ervoor speelt een aantal uit de AFC en NFC geselecteerde spelers de Pro Bowl, die sinds 1979 in Honolulu (Hawaï) gespeeld wordt.
Ook in Europa was er een NFL-competitie: NFL Europa. In deze competitie speelden de Europese Americanfootballclubs, waaronder de Amsterdam Admirals. Op 29 juni 2007 werd de NFL Europa opgeheven.

## Geschiedenis
Een vergadering tussen vertegenwoordigers van enkele Americanfootballploegen in augustus 1920 mondde uit in de oprichting van de American Professional Football Conference (APFC), een organisatie die onder meer als doelen had om het niveau van de professionele ploegen te verhogen en om te zoeken naar samenwerking in de samenstelling van de wedstrijdschema's van de clubs. In een meeting die een maand later plaatsvond, werd besloten dat de competitie de American Professional Football Association (APFA) zou heten. In het eerste seizoen waren er veertien ploegen, die echter geen evenwichtig schema speelde. De wedstrijden werden onderling afgesproken en een aantal wedstrijden tegen teams die geen lid waren van de APFA werden ook meegenomen in de stand. De meeste ploegen speelden tussen de zeven en dertien wedstrijden en de titel werd niet beslist op basis van de stand, maar vergeven aan het team dat een stemming onder de leden van de APFA had gewonnen. Dit bleken uiteindelijk de Akron Pros, tevens het enige team dat geen enkele wedstrijd had verloren. Het tweede seizoen zag de APFA een groei naar 21 ploegen in competitie. Een belangrijke wijziging was dat enkel wedstrijden tegen andere APFA-leden mee zouden tellen voor de titel. De betere teams die lid waren van andere competities werden zo aangemoedigd om lid te worden, ook omdat APFA-teams vaak niet tegen ze wilden spelen (het resultaat telde immers niet mee).

### Dubieuze kampioenschappen
De titelstrijd van 1921 was echter veel controversiëler dan het voorgaande seizoen: de Buffalo All-Americans en de Chicago Staleys waren beide ongeslagen toen ze elkaar troffen. Buffalo won de wedstrijd, maar de Staleys vroegen om een herkansing. De All-Americans gingen akkoord, maar enkel als het om een oefenwedstrijd zou gaan (die niet mee zou tellen in de stand). De APFA besliste echter om het resultaat toch mee te tellen en Chicago won. Uiteindelijk hadden beide teams negen keer gewonnen en één keer verloren en werd de titel, tot woede van de fans in Buffalo, aan de Staleys gegeven. Bij een gelijke stand gold in die tijd namelijk de meest recente onderlinge wedstrijd als beslissende factor en de zege van de Staleys was recenter dan die van de All-Americans. In 1922 werd de APFA omgedoopt naar de huidige naam, maar het bleef het een komen en gaan van teams; tussen 1921 en 1926 had de competitie telkens rond de twintig deelnemers, maar slechts acht teams hebben daadwerkelijk elk seizoen in die periode meegedaan. Ook de titelstrijd was nog eens dubieus: in 1925 speelden de Pottsville Maroons (een van de kanshebbers op de titel) een oefenwedstrijd tegen het team van de Universiteit van Notre Dame. Deze wedstrijd was echter in Philadelphia, de thuisstad van de Frankford Yellow Jackets, die op dezelfde dag een thuisduel speelden. De Yellow Jackets claimden dat dit een schending was van de regels, aangezien de Maroons geen toestemming hadden gekregen van de NFL om in Philadelphia te spelen. Volgens de Maroons hadden ze die toestemming echter wel, dus ze speelden (en wonnen) de wedstrijd. Hierop werden de Maroons geschorst en mochten ze dat seizoen geen wedstrijden meer spelen. Ook de Chicago Cardinals waren kanshebber op de titel, maar ook zij waren niet geheel schoon: hun op een na laatste wedstrijd was tegen de Milwaukee Badgers, maar die ploeg kon geen complete selectie krijgen voor de wedstrijd. Om deze toch rond te krijgen, werden vier spelers van een highschool gevraagd om mee te doen, iets wat ook tegen de regels was. Uiteindelijk eindigden de Cardinals met elf zeges en twee nederlagen (gelijke spelen telden toen nog niet mee voor de stand) en de Maroons met tien zeges en twee nederlagen. De Cardinals werd de titel toegewezen, maar de eigenaar weigerde, omdat ze zelf van de Maroons hadden verloren dat seizoen. Toen de Cardinals in 1933 echter een andere eigenaar kregen, maakte die nieuwe eigenaar wel aanspraak op de titel van 1925. Tegenwoordig worden de Cardinals ook beschouwd als kampioen van dat seizoen.

### Eastern en Western Conference
De titelstrijd van 1932 bleek de spannendste tot dan toe: aan het eind van het seizoen hadden zowel de Chicago Bears als de Portsmouth Spartans zes duels gewonnen en eentje verloren. Om de titel te beslechten werd er een beslissende wedstrijd georganiseerd in Chicago. De thuisploeg won met 9-0 en pakte de titel. Deze wedstrijd was zo'n succes dat men besloot om elk jaar een beslissingswedstrijd om de titel te spelen. Vanaf het daaropvolgende seizoen werd de competitie verdeeld in twee divisies, de Eastern en de Western Division (later Eastern en Western Conference). Het beste team uit elke divisie zou zich plaatsen voor deze finale (het thuisvoordeel was om en om voor de westelijke, dan wel de oostelijke kampioen); mochten twee teams gedeeld eerste van hun divisie staan, dan werd er een beslissingswedstrijd gespeeld. 1936 was een mijlpaal in de geschiedenis van de NFL, want voor het eerst bleef de indeling gelijk aan die van vorig seizoen; er kwam dus geen nieuw team bij, noch werd er een team opgeheven. Daarnaast was 1936 ook het eerste jaar waarin alle ploegen een gelijk aantal wedstrijden speelden. Dit was vorig seizoen eigenlijk al het plan, maar dankzij het slechte weer werd er toen één wedstrijd afgelast en niet meer ingehaald. Acht van de negen teams die in 1936 aan de competitie deelnamen, zijn nu nog altijd NFL-lid. Dit waren de Boston Redskins, de Chicago Bears, de Chicago Cardinals, de Detroit Lions, de Green Bay Packers, de New York Giants, de Philadelphia Eagles en de Pittsburgh Pirates. Enkel de Brooklyn Dodgers, die in 1944 werden opgeheven, wisten het niet te redden.

### NFL tijdens de Tweede Wereldoorlog
Met het toetreden van de Cleveland Rams in 1937 had de NFL de tien teams die komende zeven seizoenen (tot en met 1942) de competitie zouden vormen. De Tweede Wereldoorlog eiste echter ook zijn tol in de NFL; op spelers die dienden in het leger kon immers geen beroep worden gedaan. Het zwaarst getroffen waren de Rams, de Eagles en de Pittsburgh Steelers (de nieuw naam van de Pirates sinds 1940) en de NFL gaf de Rams permissie om zich voor één seizoen terug te trekken uit de competitie. De Eagles en de Steelers besloten om voor dit seizoen te fuseren tot één team. In de officiële statistieken gebruikte men de naam Phil-Pitt Combine, maar in de volksmond sprak men van de Steagles, een porte-manteau van Steelers en Eagles. Het combinatieteam speelde vier thuisduels in Philadelphia en twee in Pittsburgh en als ze de laatste wedstrijd niet verloren hadden, waren ze zelfs gedeeld eerste geweest in hun divisie. In 1944 kwamen de Rams terug en werd er ook voor het eerst sinds 1937 een nieuw team toegelaten tot de competitie; de Boston Yanks. Daarnaast begonnen de Eagles weer voor zich alleen te spelen, wat resulteerde in een oneven aantal teams. Dit werd niet gezien als wenselijk, dus vroeg men de Steelers om nogmaals te fuseren met een ander team. Op voorwaarde dat de meeste wedstrijden werden gespeeld in Pittsburgh, vormden ze samen met de Chicago Cardinals de zogenaamde Card-Pitt. Dit was echter geen succes, want alle wedstrijden eindigden in een nederlaag. Als men dit seizoen meetelt als duels van de Cardinals, waren dit tien van de 29 wedstrijden die de Cardinals tussen 1942 en 1945 allemaal verloren. In 1945 vond ten slotte voor de laatste keer een fusie plaats: de Boston Yanks vormden één team met de Brooklyn Dodgers (eerder de Brooklyn Tigers). Hoewel het team officieel meedeed als the Yanks, zonder de naam van een stad ervoor, werden toch vier van de vijf thuisduels gewoon in Boston gespeeld. Met slechts drie zeges was dit jaar echter geen succes voor beide teams en volgend seizoen keerden de Dodgers ook niet terug in de NFL. Uiteindelijk bleken de Chicago Bears in deze oorlogsperiode het sterkste team, met drie titels in zes seizoenen.

### Verhuizing naar het westen en de AAFC
In 1946 trad er een nieuwe speler aan op het Americanfootballtoneel, de All-America Football Conference (AAFC). Deze nieuwe competitie wilde professioneel de strijd aangaan met de NFL en was de eerste competitie die daar behoorlijk in slaagde. Een voordeel voor de AAFC was dat de NFL nog herstellende was van de perikelen tijdens de oorlog. Daarnaast waren de teameigenaren van de (oorspronkelijk acht) AAFC-teams over het algemeen rijker dan de eigenaren van de NFL-teams. Ook probeerde de AAFC nieuwe markten aan te boren. De NFL was begonnen in het noordoosten van het land, maar had nooit echt verder gekeken. De AAFC begon echter, nu reizen steeds makkelijker werd, met een team in Florida en twee in Californië. Toch begon ook de NFL haar horizon te verbreden; de eigenaar van de Rams wilde zijn team verhuizen naar Los Angeles en hoewel de NFL daar eerst niet erg blij mee was, wist hij de verhuizing toch door te drukken. Zo werden de Rams het eerste NFL-team dat aan de West Coast begon te spelen. De AAFC bleek uiteindelijk de competitie niet lang vol te houden. Een groot probleem was ook het verschil in kwaliteit tussen de teams. Elk jaar werden de Cleveland Browns kampioen en in 1948 deden ze dat zelfs met een perfect season (ze wonnen alle wedstrijden). Dit was de eerste keer dat een dergelijke prestatie in professioneel American football voorkwam en enkel de Miami Dolphins wisten die later nog te herhalen. Na 1949 besloten de AAFC en de NFL te fuseren en drie teams (de Browns, de San Francisco 49ers en de Baltimore Colts) werden volwaardig NFL-lid. Dat de dominantie van de Browns niet alleen kwam door de weinige tegenstand in de AAFC, bewezen ze het eerste seizoen al, door direct de NFL-titel te grijpen (en tot en met 1955 wonnen ze zelfs elk jaar de Eastern Conference).

### 'Old line' en de AFL
Wegens financiële problemen werden de Colts al na hun eerste NFL-seizoen opgeheven. Ook de Yanks hielden het een jaar later voor gezien. Hun plekje werd opgevuld door de Dallas Texans, maar dat bleek een fiasco: de Texanen liepen niet warm voor NFL-wedstrijden en financieel liep het ook niet lekker. Men had de intentie om terug te keren naar Baltimore en Bert Bell (de voorzitter van de NFL) daagde de stad uit om 15.000 seizoenskaarten te verkopen binnen zes weken, zodat de NFL terug zou keren naar hun stad. Aangezien het quotum binnen een maand werd gehaald, werden de Texans verkocht aan Baltimore, hoewel er officieel sprake was van een nieuw team. De oude naam van de Colts werd ook gebruikt voor dit nieuwe team. De twaalf teams die in 1953 aan de competitie begonnen (de Bears, de Browns, de Cardinals, de Colts, de Eagles, de 49ers, de Giants, de Lions, de Packers, de Rams, de Redskins en de Steelers), bleven dat tot en met 1959 doen in deze samenstelling. Deze twaalf oudste, nog bestaande ploegen, die werden opgericht voor de AFL, werden samen ook wel de old line genoemd. De populariteit van de NFL begon in de jaren 50 flink te groeien, maar de Chicago Cardinals konden niet profiteren: ze deelden de stad met de Bears en die waren veel populairder. In 1958 trokken de Bears in thuisduels bijvoorbeeld meer dan twee keer zo veel toeschouwers (gemiddeld 44.000 per wedstrijd voor de Bears om 20.000 voor de Cardinals) en dat was geen verrassing, want dat seizoen was het elfde jaar op rij dat de Bears meer wedstrijden wonnen dan de Cardinals. Om toch rendabel te blijven, wilde de eigenaars het team verhuizen naar Saint Louis, maar dat werd niet goedgekeurd door de NFL. Een poging om het team te verkopen lukte ook niet, omdat de eigenaars hun meerderheidsbelang niet op wilde geven. De potentiële kopers van de Cardinals, van wie Lamar Hunt de bekendste was, probeerden NFL-voorzitter Bell over te halen om de competitie uit te breiden, maar Bell hield vast aan twaalf ploegen. Hunt kwam toen op het idee om een nieuwe, concurrerende competitie te starten. Hij wist enkele andere zakenlieden enthousiast te maken voor het plan, wat uiteindelijk resulteerde in de oprichting van de American Football League. Dit was de vierde competitie met dezelfde naam; de vorige AFL's wisten alle slechts enkele jaren te overleven. Deze versie van de AFL (alle vier de competities hadden overigens niets met elkaar te maken, behalve dezelfde naam) bleek echter succesvoller te zijn en de grootste concurrent van de NFL te worden. De NFL was niet blij met deze rivaliserende competitie en probeerde haar start op verschillende manieren te ondermijnen; de Cardinals kregen bijvoorbeeld toch toestemming om te verhuizen naar Saint Louis. Ook besloot de NFL om toch uit te breiden: in 1960 werden de Dallas Cowboys lid van de NFL en de ondernemers die een AFL-team wilden starten in de Twin Cities in Minnesota zagen daar vanaf, toen zij een team beloofd kregen in de NFL. De Minnesota Vikings begonnen een jaar na de Cowboys dan ook als veertiende team in de NFL te spelen.

### Fusie met de AFL
De NFL besteedde in eerste instantie niet al te veel aandacht aan de AFL. Men verwachtte dat de AFL-teams enkel afdankertjes van de NFL zouden krijgen, en dat de supporters ook de AFL niet wilden zien als ze NFL konden kijken. De AFL hield echter ook een draft, waarin de teams dezelfde spelers konden kiezen als in de NFL Draft en van de eerste keuzes van de NFL-teams, tekende slechts de helft daadwerkelijk in de NFL; de andere spelers gingen in de AFL spelen. Een ander voordeel voor de AFL was dat ze nieuwe markten aanboorden: in 1963 speelden zes van de acht AFL-teams in een gebied waar geen NFL-team speelde. Ook werden de AFL-wedstrijden op televisie uitgezonden: de eerste jaren op de ABC en in 1965 werd een contract (ter waarde van 36 miljoen dollar) gesloten met de NBC. Deze rivaliteit en competitiviteit leidde uiteindelijk tot het punt waarop aan jonge spelers – die zich nog niet eens op professioneel niveau hadden bewezen – hoge salarissen in het vooruitzicht werd gesteld, omdat de competities allebei hengelden naar de beste spelers. Al Davis, de voorzitter van de AFL, wilde de strijd met de NFL winnen, maar de meeste teameigenaars wilden de strijd om de topspelers niet blijven spelen en lid worden van de NFL. Toch was het de NFL die het initiatief nam; in 1966 nam Texas Schramm, de eigenaar van de Cowboys in het geheim contact op met Hunt, die eigenaar was van de Kansas City Chiefs in de AFL. AFL-president Davis was echter niet op de hoogte van de gesprekken. Na veelvuldig overleg, zowel tussen beide competities, als intern binnen de NFL en de AFL, lag er een plan op tafel waar alle teams mee konden leven. Alle AFL-teams zouden in 1970 lid worden van de NFL en geen enkel team zou moeten verhuizen. Ook zouden de teams één gezamenlijke draft houden, wat een einde maakte aan het opbieden tegen elkaar. Ten slotte zouden de kampioenen van beide competities in de laatste jaren voor de fusie een finale spelen, om te bepalen welk team nu echt het beste van het land was. Deze wedstrijd zou later bekendstaan als de Super Bowl en de eerste editie daarvan werd in januari 1967 gespeeld.

### Na de fusie
De NFL had voor de fusie zestien teams: de twaalf teams uit de old line, de Cowboys de Vikings, de Atlanta Falcons en de New Orleans Saints; die laatste twee waren in resp. 1966 en 1967 toegetreden. De AFL had tien teams; de Boston Patriots, de Buffalo Bills, de Cincinnati Bengals, de Denver Broncos, de Houston Oilers, de Kansas City Chiefs, de Miami Dolphins, de New York Jets, de Oakland Raiders en de San Diego Chargers. Acht daarvan speelden in een regio zonder NFL-team; enkel de Jets (speelden net als de Giants in Groot-New York) en de Raiders (speelden net als de 49ers in de San Francisco Bay Area) deelden een markt met een NFL-team en moesten daar een soort 'schadevergoeding' voor betalen. Voor de gezamenlijke competitie werd een nieuwe competitie-indeling gemaakt. De oud-AFL-teams zouden in de American Football Conference komen en de andere teams kwamen in de National Football Conference. Om beide conferences gelijk te trekken, verhuisden drie teams (de Colts, de Browns en de Steelers) naar de AFL. De conferences bestonden allebei uit drie divisies en per conference zouden alle winnaars en de beste nummer twee zich plaatsen voor de play-offs. De kampioenen van de AFC en de NFC zouden vervolgens spelen in de Super Bowl. Tussen de fusie en de jaren 90 werd de competitie met twee teams uitgebreid: in 1976 werden zowel de Seattle Seahawks als de Tampa Bay Buccaneers verwelkomd in de NFL.

### Jaren '90 tot heden
In 1982 gingen de Raiders vanuit Oakland naar Los Angeles. De Colts verruilden Baltimore in 1984 voor Indianapolis en de Cardinals verlieten Saint Louis voor Phoenix in 1989. Dit was echter slechts een voorbode voor de jaren '90, waarin zeven teams verhuisden of lid werden van de competitie. Het begon in 1995, toen de Raiders teruggingen naar Oakland. Eveneens gingen de Rams naar Saint Louis, zodat die stad na zes jaar weer een NFL-team had. Met het vertrek van zowel de Raiders als de Rams ging Los Angeles in één jaar van twee naar nul NFL-teams. Ook werden er wederom twee teams aan de competitie toegevoegd: de Carolina Panthers en de Jacksonville Jaguars brachten het aantal ploegen op dertig. Een controversiële verhuizing kwam een jaar later: de eigenaar van de Cleveland Browns wilde zijn team verhuizen naar Baltimore, dat al twaalf jaar zonder NFL-team zat. Na veelvuldig overleg tussen de NFL, de Browns en beide steden, werd gekozen voor een opmerkelijke oplossing: de geschiedenis van de Browns zou in Cleveland blijven tot die stad weer een team zou krijgen, dus het team in Baltimore (de Ravens) zou worden gezien als een nieuw team. De spelers en het personeel van de Browns zouden echter meeverhuizen naar Baltimore. Drie jaar later, in 1999, werden de Browns inderdaad heropgericht, wat het aantal teams op 31 bracht. Twee jaar eerder waren de Houston Oilers al verhuisd naar Tennessee (hun naam werd later veranderd in Tennessee Titans). Net als Baltimore, Saint Louis en Cleveland hoefde Houston niet lang te wachten op een nieuw team. Samen met Los Angeles en Toronto was de stad een van de gegadigden die het 32ste team toegewezen zouden krijgen. De topkandidaat om het team te krijgen was L.A., maar die stad had enkele grote problemen die niet opgelost werden (er was bijvoorbeeld geen stadion en over de financiering van een nieuw te bouwen stadion konden de NFL en Los Angeles het niet eens worden). De plannen van Houston waren beter uitgewerkt en zo kwam het dat de Texans in 2002 in de NFL begonnen als 32ste en, tot op heden, nieuwste team. De laatste wijzigingen in de NFL zijn de verhuizing van zowel de Rams als de Chargers naar Los Angeles resp. in 2016 en 2018.

## Competitieverloop
In tegenstelling tot veel andere competities, spelen de teams in de NFL niet elk jaar tegen alle competitiegenoten. Zo speelt een ploeg die de play-offs niet haalt bijvoorbeeld maar tegen dertien van de 31 andere teams. Het seizoen begint meestal op de eerste donderdag na Labor Day (begin september) en de eerste officiële wedstrijd is de zogeheten kickoff game. Dat is normaal gesproken een thuiswedstrijd van de titelverdediger, die live wordt uitgezonden op de NBC. Het slot van het seizoen is de Super Bowl, die begin februari wordt gehouden en beslist over het kampioenschap. Een seizoen in de NFL bestaat uit twee delen; het reguliere seizoen en de play-offs.

### Reguliere seizoen
Het reguliere seizoen bestaat sinds 2021 uit zeventien wedstrijden. De wedstrijdschema's voor elk team worden op een vaste manier bepaald, die voor elke ploeg gelijk is. Zo speelt een team in een bepaald seizoen:
- 6 wedstrijden tegen de andere teams uit de divisie (twee wedstrijden tegen elk team).
- 4 wedstrijden tegen de teams uit een andere divisie binnen dezelfde conference.
- 2 wedstrijden tegen de teams uit de andere twee divisies binnen dezelfde conference, die vorig seizoen op dezelfde positie zijn geëindigd.
- 4 wedstrijden tegen de teams uit een divisie van de andere conference.
- 1 wedstrijd tegen het team uit een divisie van de andere conference, dat vorig seizoen op dezelfde positie is geëindigd.

Voorbeeld: de Green Bay Packers (NFC North) speelden in 2024 twee keer tegen de Detroit Lions, de Chicago Bears en de Minnesota Vikings (de andere teams in de NFC North).  Ze speelden ook tegen de Arizona Cardinals, de Los Angeles Rams, de San Francisco 49ers en de Seattle Seahawks (teams uit de NFC West).  Omdat de Packers in 2023 tweede van de NFC North werden, speelden ze eveneens tegen de tweede van de NFC East en NFC South: de Philadelphia Eagles en de New Orleans Saints.  Ten slotte speelden ze vier duels tegen de teams uit de AFC South: de Houston Texans, de Indianapolis Colts, de Jacksonville Jaguars en de Tennessee Titans en een duel tegen de tweede van de AFC East: de Miami Dolphins.
Er is een rotatiesysteem voor de divisies waartegen de teams elk seizoen spelen. Dankzij dit systeem zijn teams verzekerd dat ze een team uit dezelfde conference (maar uit een andere divisie) minstens eens in de drie jaar treffen en een team uit de andere conference minstens eens in de vier jaar. Naast het reguliere seizoen is de Super Bowl de enige mogelijkheid om een team uit de andere conference te treffen. In de voorbereiding (de vier weken voor het reguliere seizoen) spelen teams dan ook regelmatig tegen een team uit de andere conference. Rivaliteiten tussen teams uit dezelfde staat worden vaak gespeeld; zo speelden de Kansas City Chiefs (AFC West) en de St. Louis Rams (NFC West) tussen 1995 (eerste seizoen van de Rams in Saint Louis) en 2014 slechts tijdens drie seizoenen geen onderlinge wedstrijd. Ook de Tampa Bay Buccaneers (NFC South) en de Miami Dolphins (AFC East) spelen vaak tegen elkaar in de voorbereiding; in de 21e eeuw hebben ze elk jaar tegen elkaar gespeeld, ook als ze in het reguliere seizoen al tegen elkaar zouden spelen.

### Play-offs
Aan het eind van het reguliere seizoen plaatsen twaalf teams (zes per conference) zich voor de play-offs richting de Super Bowl. Dit zijn sinds 2002 in elke conference de vier divisie-winnaars, aangevuld met de twee beste niet-winnaars (de wild cards). De zes teams worden gerangschikt van 1-6. De divisie-winnaars krijgen nummer 1-4 en de wild cards krijgen nummer 5 en 6. Het laagste (beste) nummer is steeds voor het team met de meeste overwinningen (een gelijkspel telt voor een halve overwinning). Indien twee teams gelijk staan, zijn er meer dan tien criteria die bekeken worden om te bepalen welk team het beste nummer toegewezen krijgt.
De play-offs bestaan uit vier rondes:
- Wild Card Playoffs (in de praktijk de achtste finales van de Super Bowl). De nummers 1 en 2 hebben hier een vrijstelling.
- Divisional Playoffs (kwartfinales)
- Conference Championships (halve finales)
- Super Bowl

In elke ronde speelt het laagste nummer thuis tegen het hoogste nummer (in de Wild Card Playoffs gaan de wedstrijden dus tussen nummer 3 en 6 en tussen nummer 4 en 5), behalve in de Super Bowl. Het stadion van die wedstrijd wordt enkele jaren van tevoren al bepaald en is daarom meestal een neutraal terrein. Door dit systeem zijn alle divisie-winnaars verzekerd van een thuiswedstrijd, terwijl een team dat zich met een wild card plaatste alleen thuis kan spelen als ze nummer 5 hebben, het Conference Championship van hun conference halen en daarin tegen de nummer 6 spelen. Dit is sinds de invoering van dit systeem nog niet voorgekomen.
Voor de invoering van dit systeem had de NFL verschillende andere systemen gehad voor de play-offs:
- In 1970-1977 plaatsten vier teams zich: drie divisie-winnaars plus een wild card. Er waren dus geen vrijstellingen.
- In 1978-1989 plaatsten vijf teams zich: drie divisie-winnaars plus twee wild cards. De divisie-winnaars hadden in de eerste week een vrijstelling.[6]
- In 1990-2001 plaatsten zes teams zich: drie divisie-winnaars plus drie wild cards. De twee beste divisie-winnaars hadden in de eerste week een vrijstelling.

In vorige systemen speelden het laagste nummer niet altijd tegen het hoogste nummer. Van 1970 tot en met 1974 was er nog geen plaatsing en werd er via een rotatiesysteem bepaald welke divisie-winnaar uit moest spelen (het team met de wild card speelde sowieso uit). Van 1975 tot aan 1989 was er wel plaatsing, maar konden teams uit dezelfde divisie niet tegen elkaar spelen in de Divisional Playoffs. Als het team met de wild card (vanaf 1978 de winnaar van een Wild Card Playoff) uit dezelfde divisie kwam als de nummer 1, dan zouden ze dus spelen tegen de nummer 2 (en de nummer 1 zou tegen de nummer 3 spelen).

## Teams
Er zijn 32 NFL-teams. Elke club is gedurende het reguliere seizoen gelimiteerd tot 53 spelers. In tegenstelling tot de Major League Baseball, Major League Soccer, National Basketball Association en de National Hockey League, kent de competitie geen Canadese teams omdat dit land met de Canadian Football League zijn eigen competitie heeft.
De meeste grote steden in de VS herbergen een NFL-team. De op een na grootste stad van het land, Los Angeles, had tussen 1995 en 2016 geen team; in het laatstgenoemde jaar keerde de Los Angeles Rams terug uit Saint Louis, waar het team St. Louis Rams had geheten. De Washington Commanders zijn het meest lucratieve NFL-team en het meest winstgevende sportteam van de Verenigde Staten in het algemeen met een geschatte waarde van $1,4 miljard.
Sinds 2002 komende de volgende teams in de NFL uit:
| American Football Conference |                       |                            |                             |
| Divisie                      | Team                  | Stadion                    | Stad/gebied                 |
| East                         | Buffalo Bills         | Highmark Stadium           | Orchard Park (Buffalo)      |
| East                         | Miami Dolphins        | Hard Rock Stadium          | Miami Gardens (Miami)       |
| East                         | New England Patriots  | Gillette Stadium           | Foxborough (Massachusetts)  |
| East                         | New York Jets         | MetLife Stadium            | East Rutherford (New York)  |
| North                        | Baltimore Ravens      | M&T Bank Stadium           | Baltimore                   |
| North                        | Cincinnati Bengals    | Paycor Stadium             | Cincinnati                  |
| North                        | Cleveland Browns      | FirstEnergy Stadium        | Cleveland                   |
| North                        | Pittsburgh Steelers   | Acrisure Stadium           | Pittsburgh                  |
| South                        | Houston Texans        | NRG Stadium                | Houston                     |
| South                        | Indianapolis Colts    | Lucas Oil Stadium          | Indianapolis                |
| South                        | Jacksonville Jaguars  | EverBank Stadium           | Jacksonville                |
| South                        | Tennessee Titans      | Nissan Stadium             | Nashville                   |
| West                         | Denver Broncos        | Empower Field at Mile High | Denver                      |
| West                         | Kansas City Chiefs    | Arrowhead Stadium          | Kansas City                 |
| West                         | Las Vegas Raiders     | Allegiant Stadium          | Paradise (Las Vegas)        |
| West                         | Los Angeles Chargers  | SoFi Stadium               | Inglewood (Los Angeles)     |
| National Football Conference |                       |                            |                             |
| Divisie                      | Team                  | Stadion                    | Stad/gebied                 |
| East                         | Dallas Cowboys        | AT&T Stadium               | Arlington (Dallas)          |
| East                         | New York Giants       | MetLife Stadium            | East Rutherford (New York)  |
| East                         | Philadelphia Eagles   | Lincoln Financial Field    | Philadelphia                |
| East                         | Washington Commanders | FedEx Field                | Landover (Washington)       |
| North                        | Chicago Bears         | Soldier Field              | Chicago                     |
| North                        | Detroit Lions         | Ford Field                 | Detroit                     |
| North                        | Green Bay Packers     | Lambeau Field              | Green Bay                   |
| North                        | Minnesota Vikings     | U.S. Bank Stadium          | Minneapolis                 |
| South                        | Atlanta Falcons       | Mercedes-Benz Stadium      | Atlanta                     |
| South                        | Carolina Panthers     | Bank of America Stadium    | Charlotte                   |
| South                        | New Orleans Saints    | Caesars Superdome          | New Orleans                 |
| South                        | Tampa Bay Buccaneers  | Raymond James Stadium      | Tampa                       |
| West                         | Arizona Cardinals     | State Farm Stadium         | Glendale (Phoenix)          |
| West                         | Los Angeles Rams      | SoFi Stadium               | Inglewood (Los Angeles)     |
| West                         | San Francisco 49ers   | Levi's Stadium             | Santa Clara (San Francisco) |
| West                         | Seattle Seahawks      | Lumen Field                | Seattle                     |

## Winnaars
Als eerste winnaars van de APFA ontvingen de Akron Pros de Brunswick-Balke Collender Cup, een zilveren beker die was gedoneerd door de Brunswick-Balke-Collender Company. Het plan was dat de beker elk jaar zou worden overgedragen aan de nieuwe kampioen en dat een team de beker mocht houden als ze drie keer kampioen waren geworden. Na het eerste seizoen is hij echter nooit meer uitgereikt en het is onbekend waar de beker nu is of hoe hij eruitzag.
Vanaf 1934 werd een nieuwe beker uitgereikt aan de kampioen, de Ed Thorp Memorial Trophy, genoemd naar de kort daarvoor overleden scheidsrechter Ed Thorp. Ook dit was een wisselbeker, maar deze mocht nooit gehouden worden. De winnaars kregen wel een replica die ze mochten houden. Deze beker werd uitgereikt totdat de NFL fuseerde met de AFL.
Van 1966 tot 1969 speelde de NFL-kampioen tegen de winnaar van de AFL in de Super Bowl en de winnaar van die wedstrijd ontving de Vince Lombardi Trophy. Na de fusie werd de Super Bowl de finale van de NFL en de 'Vince Lombardi' is sindsdien de trofee voor de kampioen van de NFL. De winnaars mogen hem, in tegenstelling tot de vorige bekers, wel houden: elk jaar wordt er een nieuwe trofee gemaakt.
Voor 1933 was er geen finale die besliste om het kampioenschap. Omdat de teams een verschillend aantal wedstrijden speelden, kreeg het team met de beste balans de titel toegewezen. Vanaf 1934 speelden de winnaars van de Eastern en de Western Division tegen elkaar om de titel. Ook toen de divisies werden omgedoopt in American en National Conference (1950) en in Eastern en Western Conference (1953) bleef dit systeem intact.
In 1966 werd de AFL-NFL Championship Game (in 1968 hernoemd naar Super Bowl) gecreëerd, waarin de NFL-kampioen het opnam tegen de winnaar van de AFL. Vanaf 1970 is de Super Bowl de titelstrijd van de NFL, die gaat tussen de winnaar van de AFC en de NFC.

### Kampioenen 1920-1932
| #  | Seizoen | Kampioen                 | Balans   | Percentage | Nummer 2                 | Balans   | Percentage |
| -- | ------- | ------------------------ | -------- | ---------- | ------------------------ | -------- | ---------- |
| 1  | 1920    | Akron Pros               | 8–0 (3)  | 1,000      | Decatur Staleys          | 10–1 (2) | 0,909      |
| 2  | 1921    | Chicago Staleys          | 9–1 (1)  | 0,900      | Buffalo All-Americans    | 9–1 (2)  | 0,900      |
| 3  | 1922    | Canton Bulldogs          | 10–0 (2) | 1,000      | Chicago Bears            | 9–3 (0)  | 0,750      |
| 4  | 1923    | Canton Bulldogs          | 11–0 (1) | 1,000      | Chicago Bears            | 9–2 (1)  | 0,818      |
| 5  | 1924    | Cleveland Bulldogs       | 7–1 (1)  | 0,875      | Chicago Bears            | 6–1 (4)  | 0,857      |
| 6  | 1925    | Chicago Cardinals        | 11–2 (1) | 0,846      | Pottsville Maroons       | 10–2 (0) | 0,833      |
| 7  | 1926    | Frankford Yellow Jackets | 14–1 (2) | 0,933      | Chicago Bears            | 12–1 (3) | 0,923      |
| 8  | 1927    | New York Giants          | 11–1 (1) | 0,917      | Green Bay Packers        | 7–2 (1)  | 0,778      |
| 9  | 1928    | Providence Steam Roller  | 8–1 (2)  | 0,889      | Frankford Yellow Jackets | 11–3 (2) | 0,786      |
| 10 | 1929    | Green Bay Packers        | 12–0 (1) | 1,000      | New York Giants          | 13–1 (1) | 0,929      |
| 11 | 1930    | Green Bay Packers        | 10–3 (1) | 0,769      | New York Giants          | 13–4 (0) | 0,765      |
| 12 | 1931    | Green Bay Packers        | 12–2 (0) | 0,857      | Portsmouth Spartans      | 11–3 (0) | 0,857      |
| 13 | 1932    | Chicago Bears            | 7–1 (6)  | 0,875      | Green Bay Packers        | 10–3 (1) | 0,769      |

### NFL-finales 1933-heden
| #   | Seizoen | Datum            | Winnend team         | Score      | Verliezend team      | Stadion                       | Stad                             | Toeschouwers |
| --- | ------- | ---------------- | -------------------- | ---------- | -------------------- | ----------------------------- | -------------------------------- | ------------ |
| 14  | 1933    | 17 december 1933 | Chicago Bears        | 23–21      | New York Giants      | Wrigley Field                 | Chicago, Illinois                | 26.000       |
| 15  | 1934    | 9 december 1934  | New York Giants      | 30–13      | Chicago Bears        | Polo Grounds                  | New York, New York               | 35.039       |
| 16  | 1935    | 15 december 1935 | Detroit Lions        | 26–7       | New York Giants      | University of Detroit Stadium | Detroit, Michigan                | 15.000       |
| 17  | 1936    | 13 december 1936 | Green Bay Packers    | 21–6       | Boston Redskins      | Polo Grounds                  | New York, New York               | 29.545       |
| 18  | 1937    | 12 december 1937 | Washington Redskins  | 28–21      | Chicago Bears        | Wrigley Field                 | Chicago, Illinois                | 15.878       |
| 19  | 1938    | 11 december 1938 | New York Giants      | 23–17      | Green Bay Packers    | Polo Grounds                  | New York, New York               | 48.120       |
| 20  | 1939    | 10 december 1939 | Green Bay Packers    | 27–0       | New York Giants      | Dairy Bowl                    | West Allis, Wisconsin            | 32.379       |
| 21  | 1940    | 8 december 1940  | Chicago Bears        | 73–0       | Washington Redskins  | Griffith Stadium              | Washington, District of Columbia | 36.034       |
| 22  | 1941    | 21 december 1941 | Chicago Bears        | 37–9       | New York Giants      | Wrigley Field                 | Chicago, Illinois                | 13.341       |
| 23  | 1942    | 13 december 1942 | Washington Redskins  | 14–6       | Chicago Bears        | Griffith Stadium              | Washington, District of Columbia | 36.006       |
| 24  | 1943    | 26 december 1943 | Chicago Bears        | 41–21      | Washington Redskins  | Wrigley Field                 | Chicago, Illinois                | 34.320       |
| 25  | 1944    | 17 december 1944 | Green Bay Packers    | 14–7       | New York Giants      | Polo Grounds                  | New York, New York               | 46.016       |
| 26  | 1945    | 16 december 1945 | Cleveland Rams       | 15–14      | Washington Redskins  | Cleveland Stadium             | Cleveland, Ohio                  | 32.178       |
| 27  | 1946    | 15 december 1946 | Chicago Bears        | 24–14      | New York Giants      | Polo Grounds                  | New York, New York               | 58.346       |
| 28  | 1947    | 28 december 1947 | Chicago Cardinals    | 28–21      | Philadelphia Eagles  | Comiskey Park                 | Chicago, Illinois                | 30.759       |
| 29  | 1948    | 19 december 1948 | Philadelphia Eagles  | 7–0        | Chicago Cardinals    | Shibe Park                    | Philadelphia, Pennsylvania       | 36.309       |
| 30  | 1949    | 18 december 1949 | Philadelphia Eagles  | 14–0       | Los Angeles Rams     | Los Angeles Memorial Coliseum | Los Angeles, Californië          | 27.980       |
| 31  | 1950    | 24 december 1950 | Cleveland Browns     | 30–28      | Los Angeles Rams     | Cleveland Stadium             | Cleveland, Ohio                  | 29.751       |
| 32  | 1951    | 23 december 1951 | Los Angeles Rams     | 24–17      | Cleveland Browns     | Los Angeles Memorial Coliseum | Los Angeles, Californië          | 59.475       |
| 33  | 1952    | 28 december 1952 | Detroit Lions        | 17–7       | Cleveland Browns     | Cleveland Stadium             | Cleveland, Ohio                  | 50.934       |
| 34  | 1953    | 27 december 1953 | Detroit Lions        | 17–16      | Cleveland Browns     | Briggs Stadium                | Detroit, Michigan                | 54.577       |
| 35  | 1954    | 26 december 1954 | Cleveland Browns     | 56–10      | Detroit Lions        | Cleveland Stadium             | Cleveland, Ohio                  | 43.827       |
| 36  | 1955    | 26 december 1955 | Cleveland Browns     | 38–14      | Los Angeles Rams     | Los Angeles Memorial Coliseum | Los Angeles, Californië          | 87.695       |
| 37  | 1956    | 30 december 1956 | New York Giants      | 47–7       | Chicago Bears        | Yankee Stadium                | New York, New York               | 56.836       |
| 38  | 1957    | 29 december 1957 | Detroit Lions        | 59–14      | Cleveland Browns     | Briggs Stadium                | Detroit, Michigan                | 55.263       |
| 39  | 1958    | 28 december 1958 | Baltimore Colts      | 23–17 n.v. | New York Giants      | Yankee Stadium                | New York, New York               | 64.185       |
| 40  | 1959    | 27 december 1959 | Baltimore Colts      | 31–16      | New York Giants      | Memorial Stadium              | Baltimore, Baltimore             | 57.545       |
| 41  | 1960    | 26 december 1960 | Philadelphia Eagles  | 17–13      | Green Bay Packers    | Franklin Field                | Philadelphia, Pennsylvania       | 67.325       |
| 42  | 1961    | 31 december 1961 | Green Bay Packers    | 37–0       | New York Giants      | City Stadium                  | Green Bay, Wisconsin             | 39.029       |
| 43  | 1962    | 30 december 1962 | Green Bay Packers    | 16–7       | New York Giants      | Yankee Stadium                | New York, New York               | 64.892       |
| 44  | 1963    | 29 december 1963 | Chicago Bears        | 14–10      | New York Giants      | Wrigley Field                 | Chicago, Illinois                | 45.801       |
| 45  | 1964    | 27 december 1964 | Cleveland Browns     | 27–0       | Baltimore Colts      | Cleveland Stadium             | Cleveland, Ohio                  | 79.544       |
| 46  | 1965    | 2 januari 1966   | Green Bay Packers    | 23–12      | Cleveland Browns     | Lambeau Field                 | Green Bay, Wisconsin             | 50.852       |
| 47  | 1966    | 1 januari 1967   | Green Bay Packers    | 34–27      | Dallas Cowboys       | Cotton Bowl                   | Dallas, Texas                    | 74.152       |
| 48  | 1967    | 31 december 1967 | Green Bay Packers    | 21–17      | Dallas Cowboys       | Lambeau Field                 | Green Bay, Wisconsin             | 50.861       |
| 49  | 1968    | 29 december 1968 | Baltimore Colts      | 34–0       | Cleveland Browns     | Cleveland Stadium             | Cleveland, Ohio                  | 80.628       |
| 50  | 1969    | 4 januari 1970   | Minnesota Vikings    | 27–7       | Cleveland Browns     | Metropolitan Stadium          | Bloomington, Minnesota           | 47.900       |
| 51  | 1970    | 17 januari 1971  | Baltimore Colts      | 16–13      | Dallas Cowboys       | Miami Orange Bowl             | Miami, Florida                   | 79.204       |
| 52  | 1971    | 16 januari 1972  | Dallas Cowboys       | 24–3       | Miami Dolphins       | Tulane Stadium                | New Orleans, Louisiana           | 81.023       |
| 53  | 1972    | 14 januari 1973  | Miami Dolphins       | 14–7       | Washington Redskins  | Los Angeles Memorial Coliseum | Los Angeles, Californië          | 90.182       |
| 54  | 1973    | 13 januari 1974  | Miami Dolphins       | 24–7       | Minnesota Vikings    | Rice Stadium                  | Houston, Texas                   | 71.882       |
| 55  | 1974    | 12 januari 1975  | Pittsburgh Steelers  | 16–6       | Minnesota Vikings    | Tulane Stadium                | New Orleans, Louisiana           | 80.997       |
| 56  | 1975    | 18 januari 1976  | Pittsburgh Steelers  | 21–17      | Dallas Cowboys       | Miami Orange Bowl             | Miami, Florida                   | 80.187       |
| 57  | 1976    | 9 januari 1977   | Oakland Raiders      | 32–14      | Minnesota Vikings    | Rose Bowl                     | Pasadena, Californië             | 103.438      |
| 58  | 1977    | 15 januari 1978  | Dallas Cowboys       | 27–10      | Denver Broncos       | Louisiana Superdome           | New Orleans, Louisiana           | 76.400       |
| 59  | 1978    | 21 januari 1979  | Pittsburgh Steelers  | 35–31      | Dallas Cowboys       | Miami Orange Bowl             | Miami, Florida                   | 79.484       |
| 60  | 1979    | 20 januari 1980  | Pittsburgh Steelers  | 31–19      | Los Angeles Rams     | Rose Bowl                     | Pasadena, Californië             | 103.985      |
| 61  | 1980    | 25 januari 1981  | Oakland Raiders      | 27–10      | Philadelphia Eagles  | Louisiana Superdome           | New Orleans, Louisiana           | 76.135       |
| 62  | 1981    | 24 januari 1982  | San Francisco 49ers  | 26–21      | Cincinnati Bengals   | Pontiac Silverdome            | Pontiac, Michigan                | 81.270       |
| 63  | 1982    | 30 januari 1983  | Washington Redskins  | 27–17      | Miami Dolphins       | Rose Bowl                     | Pasadena, Californië             | 103.667      |
| 64  | 1983    | 22 januari 1984  | Los Angeles Raiders  | 38–9       | Washington Redskins  | Tampa Stadium                 | Tampa, Florida                   | 72.920       |
| 65  | 1984    | 20 januari 1985  | San Francisco 49ers  | 38–16      | Miami Dolphins       | Stanford Stadium              | Stanford, Californië             | 84.059       |
| 66  | 1985    | 26 januari 1986  | Chicago Bears        | 46–10      | New England Patriots | Louisiana Superdome           | New Orleans, Louisiana           | 73.818       |
| 67  | 1986    | 25 januari 1987  | New York Giants      | 39–20      | Denver Broncos       | Rose Bowl                     | Pasadena, Californië             | 101.063      |
| 68  | 1987    | 31 januari 1988  | Washington Redskins  | 42–10      | Denver Broncos       | Jack Murphy Stadium           | San Diego, Californië            | 73.302       |
| 69  | 1988    | 22 januari 1989  | San Francisco 49ers  | 20–16      | Cincinnati Bengals   | Joe Robbie Stadium            | Miami, Florida                   | 75.129       |
| 70  | 1989    | 28 januari 1990  | San Francisco 49ers  | 55–10      | Denver Broncos       | Louisiana Superdome           | New Orleans, Louisiana           | 72.919       |
| 71  | 1990    | 27 januari 1991  | New York Giants      | 20–19      | Buffalo Bills        | Tampa Stadium                 | Tampa, Florida                   | 73.813       |
| 72  | 1991    | 26 januari 1992  | Washington Redskins  | 37–24      | Buffalo Bills        | Metrodome                     | Minneapolis, Minnesota           | 63.130       |
| 73  | 1992    | 31 januari 1993  | Dallas Cowboys       | 52–17      | Buffalo Bills        | Rose Bowl                     | Pasadena, Californië             | 98.374       |
| 74  | 1993    | 30 januari 1994  | Dallas Cowboys       | 30–13      | Buffalo Bills        | Georgia Dome                  | Atlanta, Georgia                 | 72.817       |
| 75  | 1994    | 29 januari 1995  | San Francisco 49ers  | 49–26      | San Diego Chargers   | Joe Robbie Stadium            | Miami, Florida                   | 74.107       |
| 76  | 1995    | 28 januari 1996  | Dallas Cowboys       | 27–17      | Pittsburgh Steelers  | Sun Devil Stadium             | Tempe, Arizona                   | 76.347       |
| 77  | 1996    | 26 januari 1997  | Green Bay Packers    | 35–21      | New England Patriots | Louisiana Superdome           | New Orleans, Louisiana           | 72.301       |
| 78  | 1997    | 25 januari 1998  | Denver Broncos       | 31–24      | Green Bay Packers    | Qualcomm Stadium              | San Diego, Californië            | 68.912       |
| 79  | 1998    | 31 januari 1999  | Denver Broncos       | 34–19      | Atlanta Falcons      | Pro Player Stadium            | Miami, Florida                   | 74.803       |
| 80  | 1999    | 30 januari 2000  | St. Louis Rams       | 23–16      | Tennessee Titans     | Georgia Dome                  | Atlanta, Georgia                 | 72.625       |
| 81  | 2000    | 28 januari 2001  | Baltimore Ravens     | 34–7       | New York Giants      | Raymond James Stadium         | Tampa, Florida                   | 71.921       |
| 82  | 2001    | 3 februari 2002  | New England Patriots | 20–17      | St. Louis Rams       | Louisiana Superdome           | New Orleans, Louisiana           | 72.922       |
| 83  | 2002    | 26 januari 2003  | Tampa Bay Buccaneers | 48–21      | Oakland Raiders      | Qualcomm Stadium              | San Diego, Californië            | 67.603       |
| 84  | 2003    | 1 februari 2004  | New England Patriots | 32–29      | Carolina Panthers    | Reliant Stadium               | Houston, Texas                   | 71.525       |
| 85  | 2004    | 6 februari 2005  | New England Patriots | 24–21      | Philadelphia Eagles  | Alltel Stadium                | Jacksonville, Florida            | 78.125       |
| 86  | 2005    | 5 februari 2006  | Pittsburgh Steelers  | 21–10      | Seattle Seahawks     | Ford Field                    | Detroit, Michigan                | 68.206       |
| 87  | 2006    | 4 februari 2007  | Indianapolis Colts   | 29–17      | Chicago Bears        | Dolphin Stadium               | Miami, Florida                   | 74.512       |
| 88  | 2007    | 3 februari 2008  | New York Giants      | 17–14      | New England Patriots | University of Phoenix Stadium | Glendale, Arizona                | 71.101       |
| 89  | 2008    | 1 februari 2009  | Pittsburgh Steelers  | 27–23      | Arizona Cardinals    | Raymond James Stadium         | Tampa, Florida                   | 70.774       |
| 90  | 2009    | 7 februari 2010  | New Orleans Saints   | 31–17      | Indianapolis Colts   | Sun Life Stadium              | Miami, Florida                   | 74.059       |
| 91  | 2010    | 6 februari 2011  | Green Bay Packers    | 31–25      | Pittsburgh Steelers  | Cowboys Stadium               | Arlington, Texas                 | 103.219      |
| 92  | 2011    | 5 februari 2012  | New York Giants      | 21–17      | New England Patriots | Lucas Oil Stadium             | Indianapolis, Indiana            | 68.658       |
| 93  | 2012    | 3 februari 2013  | Baltimore Ravens     | 34–31      | San Francisco 49ers  | Mercedes-Benz Superdome       | New Orleans, Louisiana           | 71.024       |
| 94  | 2013    | 2 februari 2014  | Seattle Seahawks     | 43–8       | Denver Broncos       | MetLife Stadium               | East Rutherford, New Jersey      | 82.529       |
| 95  | 2014    | 1 februari 2015  | New England Patriots | 28–24      | Seattle Seahawks     | University of Phoenix Stadium | Glendale, Arizona                | 70.288       |
| 96  | 2015    | 7 februari 2016  | Denver Broncos       | 24–10      | Carolina Panthers    | Levi's Stadium                | Santa Clara, Californië          | 71.088       |
| 97  | 2016    | 5 februari 2017  | New England Patriots | 34–28 n.v. | Atlanta Falcons      | NRG Stadium                   | Houston, Texas                   | 70.807       |
| 98  | 2017    | 4 februari 2018  | Philadelphia Eagles  | 41–33      | New England Patriots | U.S. Bank Stadium             | Minneapolis, Minnesota           | 67.612       |
| 99  | 2018    | 3 februari 2019  | New England Patriots | 13–3       | Los Angeles Rams     | Mercedes-Benz Stadium         | Atlanta, Georgia                 | 70.081       |
| 100 | 2019    | 2 februari 2020  | Kansas City Chiefs   | 31–20      | San Francisco 49ers  | Hard Rock Stadium             | Miami Gardens, Florida           | 62.417       |
| 101 | 2020    | 7 februari 2021  | Tampa Bay Buccaneers | 31–9       | Kansas City Chiefs   | Raymond James Stadium         | Tampa, Florida                   | 62.417       |
| 102 | 2021    | 13 februari 2022 | Los Angeles Rams     | 23–20      | Cincinnati Bengals   | SoFi Stadium                  | Los Angeles, Californië          | 70.048       |
| 103 | 2022    | 12 februari 2023 | Kansas City Chiefs   | 38–35      | Philadelphia Eagles  | University of Phoenix Stadium | Glendale, Arizona                | 67.827       |
| 104 | 2023    | 11 februari 2024 | Kansas City Chiefs   | 25–22 n.v. | San Francisco 49ers  | Allegiant Stadium             | Paradise, Nevada                 | 61.629       |
| 105 | 2024    | 9 februari 2025  |                      |            |                      | Caesars Superdome             | New Orleans, Louisiana           |              |

### Meeste titels
Recordkampioen zijn de Green Bay Packers met dertien NFL-titels, gevolgd door de Chicago Bears en de New York Giants, met respectievelijk negen en acht titels.
In deze tabel staan de gewonnen NFL-titels in de periode 1966-1969 onder Ed Thorp Memorial Trophy. De Super Bowl-titels uit die periode zijn niet vermeld, omdat de Super Bowl toen nog niet de kampioenswedstrijd was van de NFL. Opgeheven teams zijn cursief geschreven.
| Team                     | Totaal NFL-titels | 1920-1933 | Ed Thorp Memorial Trophy | Vince Lombardi Trophy |
| ------------------------ | ----------------- | --------- | ------------------------ | --------------------- |
| Green Bay Packers        | 13                | 3         | 8                        | 2                     |
| Chicago Bears            | 9                 | 3         | 5                        | 1                     |
| New York Giants          | 8                 | 1         | 3                        | 4                     |
| Pittsburgh Steelers      | 6                 | –         | –                        | 6                     |
| New England Patriots     | 6                 | –         | –                        | 6                     |
| Dallas Cowboys           | 5                 | –         | –                        | 5                     |
| Indianapolis Colts       | 5                 | –         | 3                        | 2                     |
| San Francisco 49ers      | 5                 | –         | –                        | 5                     |
| Washington Football Team | 5                 | –         | 2                        | 3                     |
| Philadelphia Eagles      | 4                 | –         | 3                        | 1                     |
| Los Angeles Rams         | 4                 | –         | 2                        | 2                     |
| Cleveland Browns         | 4                 | –         | 4                        | –                     |
| Detroit Lions            | 4                 | –         | 4                        | –                     |
| Denver Broncos           | 3                 | –         | –                        | 3                     |
| Kansas City Chiefs       | 3                 | –         | –                        | 3                     |
| Las Vegas Raiders        | 3                 | –         | –                        | 3                     |
| Arizona Cardinals        | 2                 | 1         | 1                        | –                     |
| Baltimore Ravens         | 2                 | –         | –                        | 2                     |
| Canton Bulldogs          | 2                 | 2         | –                        | –                     |
| Miami Dolphins           | 2                 | –         | –                        | 2                     |
| Tampa Bay Buccaneers     | 2                 | –         | –                        | 2                     |
| Akron Pros               | 1                 | 1         | –                        | –                     |
| Cleveland Bulldogs       | 1                 | 1         | –                        | –                     |
| Frankford Yellow Jackets | 1                 | 1         | –                        | –                     |
| Minnesota Vikings        | 1                 | –         | 1                        | –                     |
| New Orleans Saints       | 1                 | –         | –                        | 1                     |
| Providence Steam Roller  | 1                 | 1         | –                        | –                     |
| Seattle Seahawks         | 1                 | –         | –                        | 1                     |

Van de huidige 32 ploegen wonnen er tien nooit de NFL, te weten:
- Atlanta Falcons, sinds 1966 in de NFL. De Falcons verloren Super Bowl XXXIII en Super Bowl LI.
- Buffalo Bills, sinds 1970 in de NFL. De Bills verloren vier Super Bowls op rij (Super Bowl XXV, XXVI, XXVII en XXVIII) en wonnen twee AFL-titels voor 1966.
- Cincinnati Bengals, sinds 1970 in de NFL. De Bengals verloren drie Super Bowls (XVI, XXIII en LVI).
- New York Jets, sinds 1970 in de NFL. De Jets wonnen Super Bowl III, als kampioen van de AFL.
- Los Angeles Chargers, sinds 1970 in de NFL. De Chargers verloren Super Bowl XXIX en wonnen een AFL-titel voor 1966.
- Tennessee Titans, sinds 1970 in de NFL. De Titans verloren Super Bowl XXXIV en wonnen twee AFL-titels voor 1966.
- Carolina Panthers, sinds 1995 in de NFL. De Panthers verloren Super Bowl XXXVIII.
- Jacksonville Jaguars, sinds 1995 in de NFL. De Jaguars speelden nog nooit in de Super Bowl.
- Houston Texans, sinds 2002 in de NFL. De Texans speelden nog nooit in de Super Bowl.

## Regels
De regels in de NFL zijn anders dan de regels in NCAA (National Collegiate Athletic Association) of CFL (Canadian Football League). In Nederland en België wordt er volgens de NCAA regels gespeeld.